# Белоух бюлбюл
Pycnonotus leucotis е вид птица от семейство Pycnonotidae. Видът е незастрашен от изчезване.

## Разпространение
Разпространен е в Афганистан, Индия, Иран, Ирак, Кувейт, Пакистан и Саудитска Арабия.